# Malva Flores
Malva Flores (Ciudad de México, 1961) es poeta, narradora y ensayista mexicana.
Sus libros de ensayo más recientes son Estrella de dos puntas. Octavio Paz y Carlos Fuentes; crónica de una amistad (Ariel, 2020); Sombras en el campus: notas sobre literatura, crítica y academia (Bonilla Artigas Editores, 2020). La culpa es por cantar. Apuntes sobre poesía y poetas de hoy (Literal Publishing / Conaculta, 2014); Viaje de Vuelta. Estampas de una revista (Fondo de Cultura Económica, 2011 y 2016) y El ocaso de los poetas intelectuales y “la generación del desencanto” (Universidad Veracruzana, 2010). Ha publicado varios capítulos de libros, entre los que destacan: “Hacia y desde Los signos en rotación. (La historia en alguna correspondencia)”, en Paz, Octavio, Los signos en rotación: ensayos y cartas, Marie José Paz (dirección), Malva Flores (edición y ensayo), El Colegio Nacional, 2017, y “Un camino purgatorio”, en Aire en libertad. Octavio Paz y la crítica, Aguilar Rivera, José Antonio (coord.), FCE, CIDE, 2015, entre otros.  
Es autora de los siguientes libros de poesía: A ingrata línea quebrada (Literal Publishing, 2019), Galápagos (Era, 2016) Aparece un instante, Nevermore (Bonobos / UNAM, 2012), Luz de la materia (Era, 2010); Casa nómada (Joaquín Mortiz, 1999), Ladera de las cosas vivas (CNCA, 1997) y Pasión de caza (Estado de Jalisco, 1993). Y colaboradora de las revistas Cuadernos Hispanoamericanos, Letras Libres, Literal y de Zona Paz.
De 2000 a 2017 fue miembro del Sistema Nacional de Creadores e ingresó al Sistema Nacional de Investigadores, nivel 1, para el periodo 2019-2021. En 2006 obtuvo el Premio Nacional de Ensayo José Revueltas; en 1999 el Premio Nacional de Poesía Aguascalientes y en 1991 el Premio de Poesía Joven Elías Nandino.
En 2021 mereció el Premio Mazatlán de Literatura, uno de los galardones más importantes de las letras mexicanas, por su libro Estrella de dos puntas; y en 2022 el Premio Internacional Alfonso Reyes 2022 debido a su trayectoria y vocación como escritora, investigadora, crítica y docente.
Su poesía y trabajo crítico han sido traducidos al alemán, inglés, italiano, portugués, japonés, holandés y bengalí, ha sido incluida en más de 30 antologías nacionales e internacionales, además ha fungido como jurado de diversos certámenes, entre los que destacan: el Premio Nacional de Artes y Literatura 2020; el Premio de Poesía Aguascalientes 2011, el Premio Octavio Paz de Poesía y Ensayo, 2010; el Premio Nacional de Poesía Carlos Pellicer para Obra Publicada, 2001, el Premio Nacional de Literatura Gilberto Owen, 2000, en la categoría de poesía; entre otros. Así también, se ha desempeñado como tutora (y jurado) de las becas de Jóvenes Creadores de Conaculta, en el área de poesía.

## Obras

### Poesía
- 2019, A ingrata línea quebrada (dos cuentos), México, Literal Publishing.
- 2016, Galápagos, México, Ediciones Era.
- 2012, Aparece un instante, Nevermore, México, Bonobos/UNAM.
- 2010, Luz de la materia, México, Ediciones Era.
- 2006, Mudanza del árbol / Passage of the Tree. Translated to English by T. G. Huntington, Houston, Literal Publishing.
- 2003,  Malparaíso, México, Eldorado Ediciones (Col. Serpiente breve).
- 1999, Casa nómada, México, Joaquín Mortiz.
- 1997, Ladera de las cosas vivas, México, CNCA, (Col. Práctica Mortal).
- 1993, Pasión de caza, México, Ediciones de Cultura del Gobierno de Jalisco (Col. Orígenes).

### Narrativa
- 1990, Las otras comarcas, México, Universidad Autónoma Metropolitana  (Col. Correo Menor).
- 1988, Agonía de falenas, México, SEP/CREA (Col. Letras nuevas. Narrativa).

### Crítica
- 2020, Estrella de dos puntas. Octavio Paz y Carlos Fuentes; crónica de una amistad, México, Ariel.
- 2020, Sombras en el campus: notas sobre literatura, crítica y academia, México, Bonilla Artigas Editores.
- 2014, La culpa es por cantar. Apuntes sobre poesía y poetas de hoy, México, Literal Publishing / Conaculta.
- 2011, Viaje de Vuelta. Estampas de una revista, México, Fondo de Cultura Económica.
- 2010, El ocaso de los poetas intelectuales, México, Universidad Veracruzana.
- 2000, “Progenie de ceiba” Chiapas siglo XX/, coord. Roberto Sepúlveda, México, Conaculta /Coneculta.
- 1993, Chiapas: voces particulares (Antología de la literatura chiapaneca), México, CNCA.